# 벨기에 합중국
벨기에 합중국(네덜란드어:  Verenigde Nederlandse Staten, 프랑스어:  États-Belgiques-Unis)은 남부 네덜란드(현재의 벨기에) 지방에 1790년 1월부터 같은 해 12월까지 존재한 연합국가이다. 합스부르크 군주국의 요제프 2세에게 반역하여 건국된 단명 국가이다. 본래 스페인령 네덜란드 관할이었으나 오스트리아와 스페인 모두 동일한 합스부르크 왕가 통치하에서 오스트리아 대공국으로 이관되어 오스트리아령이 되었던 것이다.